# Saison 2011 de la Ligue canadienne de football
Navigation
2010 2012
2011 est la 54e saison de la Ligue canadienne de football et la 126e saison depuis la fondation de la Canadian Rugby Football Union en 1884.

## Événements
Des changements aux règlements sont approuvés par la ligue en avril:
- Lors de contestations par reprise vidéo, le centre de contrôle peut, sur un jeu qui est jugé une passe incomplète, déterminer qu'il s'agit plutôt d'un échappé, et attribuer la possession du ballon à l'équipe défensive si celle-ci l'a recouvré. Cette règle s'applique lorsque le quart-arrière est frappé en tentant de passer et quand il s'agit d'un attrapé par un receveur de passes.
- Les blocs sous la ceinture par l'équipe offensive ne sont plus permis après une passe complétée.
- Sur un botté de dégagement qui sort du terrain dans les airs avant la ligne de 20 verges (yards en Europe), si l'équipe défensive décide de prendre possession du ballon à l'endroit où celui-ci est sorti du terrain, elle bénéficie en plus d'une pénalité de dix verges à l'équipe adverse.
- Pour pouvoir reprendre part au jeu, un joueur qui est sorti des limites du terrain doit l'avoir été à la suite d'un contact avec un adversaire. Il ne le peut plus s'il est sorti de lui-même ou poussé par un coéquipier[1].

## Classements
| Clt   | Équipe                   | PJ | V  | D  | N | BP  | BC  | Pts |
| ----- | ------------------------ | -- | -- | -- | - | --- | --- | --- |
| +001, | Blue Bombers de Winnipeg | 18 | 10 | 8  | 0 | 432 | 432 | 20  |
| +002, | Alouettes de Montréal    | 18 | 10 | 8  | 0 | 515 | 468 | 20  |
| +003, | Tiger-Cats de Hamilton   | 18 | 8  | 10 | 0 | 481 | 478 | 16  |
| +004, | Argonauts de Toronto     | 18 | 6  | 12 | 0 | 397 | 498 | 12  |

| Clt   | Équipe                           | PJ | V  | D  | N | BP  | BC  | Pts |
| ----- | -------------------------------- | -- | -- | -- | - | --- | --- | --- |
| +001, | Lions de la Colombie-Britannique | 18 | 11 | 7  | 0 | 511 | 385 | 22  |
| +002, | Eskimos d'Edmonton               | 18 | 11 | 7  | 0 | 427 | 401 | 22  |
| +003, | Stampeders de Calgary            | 18 | 11 | 7  | 0 | 511 | 476 | 22  |
| +004, | Roughriders de la Saskatchewan   | 18 | 5  | 13 | 0 | 346 | 498 | 10  |

## Séries éliminatoires

### Demi-finale de la division Ouest
- 13 novembre : Stampeders de Calgary 19 - Eskimos d'Edmonton 33

### Finale de la division Ouest
- 20 novembre : Eskimos d'Edmonton 23 - Lions de la Colombie-Britannique 40

### Demi-finale de la division Est
- 13 novembre : Tiger-Cats de Hamilton 52 - Alouettes de Montréal 44 (Prol)

### Finale de la division Est
- 20 novembre : Tiger-Cats de Hamilton 3 - Blue Bombers de Winnipeg 19

### 99ecoupe Grey
- 27 novembre : Les Lions de la Colombie-Britannique gagnent 34-23 contre les Blue Bombers de Winnipeg au BC Place Stadium à Vancouver (Colombie-Britannique).

## Honneurs individuels
- Joueur par excellence : Travis Lulay (RÉ), Lions de la Colombie-Britannique
- Joueur défensif par excellence : Jovon Johnson (en) (DD), Blue Bombers de Winnipeg
- Joueur de ligne offensive par excellence : Josh Bourke (BL), Alouettes de Montréal
- Joueur canadien par excellence : Jerome Messam (en) (DO), Eskimos d'Edmonton
- Recrue par excellence : Chris Williams (en) (SRB), Tiger-Cats de Hamilton
- Joueur des unités spéciales par excellence : Paul McCallum (en) (B), Lions de la Colombie-Britannique